# OpenWeatherMap
OpenWeatherMap este un serviciu online care oferă date meteorologice, inclusiv date meteorologice curente, prognoze și date istorice dezvoltatorilor de servicii web și aplicații mobile. Pentru sursele de date, utilizează servicii de difuzare meteorologică, date brute de la stațiile meteo din aeroport, date brute de la stațiile radar și date brute de la alte stații meteorologice oficiale. Toate datele sunt prelucrate de OpenWeatherMap într-un mod în care încearcă să furnizeze date precise de prognoză online și hărți meteo, cum ar fi cele pentru nori sau precipitații. Dincolo de asta, serviciul este axat pe aspectul social, implicând proprietarii stațiilor meteo în conectarea la acest serviciu și, prin urmare, creșterea preciziei datelor meteo. Ideologia este inspirată de OpenStreetMap și Wikipedia care oferă informații gratuite și disponibile pentru toată lumea. Acesta folosește OpenStreetMap pentru afișarea hărților meteo.

## Versiunea API
OpenWeatherMap oferă o API cu puncte finale JSON, XML și HTML și un nivel de utilizare gratuită limitat. Efectuarea a mai mult de 60 de apeluri pe minut necesită un abonament plătit începând de la 40 dolari pe lună. Accesul la date istorice necesită un abonament începând de la 150 USD pe lună. Utilizatorii pot solicita informații meteo curente, prognoze extinse și hărți grafice (care indică acoperirea de nori, viteza vântului, presiunea și precipitațiile).

### Date meteorologice curente
Datele curente sunt actualizate la fiecare zece minute; ceea ce poate fi căutată după oraș sau prin coordonate geografice de pe Pământ.

### Prognoze
Prognozele meteo pot fi căutate după oraș sau pe coordonate. Previziuni de trei ore sunt disponibile pentru până la 5 zile, în timp ce prognozele zilnice sunt disponibile până la 16 zile.

### Căutare
Sistemul de geocodificare OpenWeatherMap permite utilizatorilor să selecteze orașele după nume, țară, cod poștal sau coordonate geografice. Este posibilă căutarea după o parte din numele orașului. Pentru ca rezultatele căutării să fie mai exacte numele orașului și țara ar trebui să fie împărțite prin virgulă.

### Hărți
Serviciul OpenWeatherMap oferă o mulțime de hărți meteorologice, inclusiv precipitații, nori, presiune, temperatură, vânt și multe altele. Hărțile pot fi conectate la aplicații mobile și site-uri web. Hărțile meteo pot fi conectate ca straturi la o gamă largă de hărți, inclusiv plăci directe, WMS, OpenLayers, Leaflet, hărți Google și hărți Yandex.

## Licențiere
Toate datele pe care le oferă OpenWeatherMap sunt utilizate în condițiile unei licențe Creative Commons sub atribuirea ShareAlike. Cu toate acestea, orice acces care depășește 60 de solicitări de date de bază pe minut, precum și descărcarea în vrac a citirilor și prognozelor meteo, necesită un abonament plătit.